# Thomas Gatacre
Thomas Gatacre (por 1533-1593) foi um político e clérigo inglês.
Ele era o terceiro filho de William Gatacre, e foi um MP do Parlamento da Inglaterra por Gatton em abril de 1554. Ele cresceu numa família fortemente católica em Gatacre Hall, Claverley, Shropshire. Os seus pais enviaramno para a faculdade de inglês da Universidade de Leuven. O efeito não foi o esperado, pois fortaleceu o seu protestantismo evangélico.
Sem o apoio da família, Gatacre encontrou os meios para estudar por onze anos em Oxford e por quatro anos no Magdalene College, em Cambridge. Em 1568 foi ordenado diácono e sacerdote por Edmund Grindal, bispo de Londres, e tornou-se capelão doméstico de Robert Dudley, primeiro conde de Leicester. Foi admitido no vicariato da Igreja de Cristo, Newgate, em 25 de janeiro de 1577.
Gatacre morreu em 1593. Ele casou-se com Margaret Pigott, de uma família de Hertfordshire, e deixou um filho, Thomas.